# 横澤丈二
横澤 丈二（よこざわ じょうじ、1964年11月5日 - ）は、東京都出身の演出家・脚本家・映画監督・俳優・歌手。株式会社ヨコザワ・プロダクション代表取締役。劇団四重奏主宰。日本芸能マネージメント事業者協会会員・日本音楽著作権協会会員。大嶽部屋東京大竜会理事。

## 来歴・人物
日本大学第三中学校・日本大学第三高等学校卒業。高校1年よりクラリネットを北爪利世に師事。日本大学芸術学部を経て、1986年に無名塾に入塾。数々のテレビ・映画・舞台に出演。
1990年、株式会社ヨコザワ・プロダクション設立、ヨコザワ・アクターズ・スタジオ（俳優・声優養成所）を開設。1992年に現在の劇団四重奏を旗揚げ。
映画『エクソシスト』を舞台化するにあたり、原作者である、ウィリアム・ピーター・ブラッティと対談を実現している。後に、横澤丈二が脚本・演出を務め、舞台公演を行っている。
2001年11月に結婚。家族は妻と娘が2人いる。

## 出演作品

### ラジオ
- 2007年4月〜2008年3月：ラジオ日本　敏と直樹と丈二のガッツリナイト
- 2010年7月〜2012年3月：葛飾エフエム放送　山口かおると横沢丈二の二人の世界
- 2009年10月〜2012年3月：葛飾エフエム放送　ドラマ・シンフォニー
- レインボータウンエフエム放送　石川敏男の勝手に演歌応援団長
- 2012年4月～：レインボータウンエフエム放送　ラジオドラマ甲子園
- 2017年8月～：エフエムびざん「眉山の風よ!阿波の踊りに吹け!」イレギュラー出演

### ドラマCD
- ラジオ日本「エクソシスト事務所」
- いんちきブラザーズ「いんちきマンショー」

### オーディオブック
- Audible
  - 『日本一の幽霊物件 三茶のポルターガイスト』（幻冬舎文庫）

## 主な脚本

### テレビ
- 2011年：TBS月曜ゴールデン 十津川警部シリーズ44「特急ソニック殺人事件〜十年目の真実〜」
- 2013年：TBS月曜ゴールデン 西村京太郎サスペンス「探偵・左文字進16〜他人になった女〜」[13]
- 日本テレビ ぶらり途中下車の旅（構成）

### ラジオドラマ
- 2007年4月：ラジオ日本 「エクソシスト事務所」（「敏と直樹と丈二のガッツリナイト」内）
- 2009年10月：かつしかFM 「恋愛遊戯」短編もののオムニバスドラマ、アニソン魂 ラジオミュージカル「アニ魂」・ラジオ御伽草子「春蝉」・他（以上全て「ドラマ・シンフォニー」内）

- 2013年4月：レインボータウンエフエム放送 「ラジオドラマ甲子園」　「眉山の風よ!阿波の踊りに吹け!」（レインボータウンエフエム放送・エフエムびざんで放送中）「黄昏の風のなかに君がいた」ほか（以上全て「ラジオドラマ甲子園」内）

### 舞台
- エクソシスト、エクソシスト・リハーサル、エクソシスト・リハーサル2
  - 脚本・演出を手がけた舞台「エクソシスト」「エクソシスト・リハーサル」「エクソシスト・リハーサル2」は、原作者ウィリアム・ピーター・ブラッティから日本における上演権を得て作られたものである。

- 1992年：『蝿の王』ウィリアム・ゴールディング原作
- 1993年：『蝿の王』再演ウィリアム・ゴールディング原作
- 1994年：『クチュリエ』
- 1995年：『逆さ屏風は恐ろしや』
- 1996年：『少年を売る店』平成8年度文化庁芸術祭　参加作品
- 1997年：『エクソシスト』ウィリアム・ピーター・ブラッティ原作
- 1998年：『短い尺度計の告白』『逆さ屏風は恐ろしや』再演

- 1999年：『下を向くゼブラ』『石の下の記録―短い尺度計の告白―』大下宇陀児原作

- 2000年：『月光石‐ラインストーン‐』
- 2001年：『エクソシストリハーサル』ウィリアム・ピーター・ブラッティ原作
- 2002年：『ダンディライオン』
- 2003年：『猿の手 NEEDFUL CHANCES』ウィリアム・ワイマーク・ジェイコブズ原作
- 2004年：『美しき心のなかに』メアリー・シェリー原作
- 2005年：『ゴールデンムーン』ブラム・ストーカー原作
- 2006年：『越前蟹が渡る頃』三軒茶屋スパーク1演劇祭最優秀作品賞　受賞・『美しき心のなかに 〜ディレクターズ・カット版〜』メアリー・シェリー原作

- 2007年：『不倫の晩餐会』『越前蟹が渡る頃』再演

- 2008年：『エクソシストリハーサルII』ウィリアム・ピーター・ブラッティ原作
- 2009年：『能代・お菊』（全国ツアー）
- 2012年：『思案橋悲恋』（全国ツアー）
- 2013年：『あたたかな手拍子が聞こえてくる山々…美唄』『冬の美唄…それは悲哀を運ぶ月の舟』

- 2015年：『横澤丈二　50's Birthday LIVE』
- 2016年：『『美唄炭鉱物語』シリーズ2016音楽ライブ第二弾』

### 映画
- 美唄炭鉱物語シリーズにおいて、すべての脚本・監督を行っている。

- 2013年：映画『美唄物語〜不思議のヤマの男たち〜』
- 2014年：映画『美唄物語2〜それは時空を超えるヤマ〜』映画『美唄物語3〜哭き枯れたヤマ〜』
- 2015年：映画『美唄物語4〜恨（ハン）888〜』映画『美唄物語5〜怒りの人民裁判〜』
- 2016年：映画『美唄物語6〜続・怒りの人民裁判〜』映画『美唄物語7〜我路 その愛〜』
- 2017年：映画『美唄物語8〜我路 その愛〜』
- 2022年：映画『炭鉱町ブルース（仮）』

## 書籍
- 2023年：『日本一の幽霊物件 三茶のポルターガイスト』（幻冬舎文庫）
  - 同年に映画化。映画『三茶のポルターガイスト』全国ロードショー

- 2024年：『30年間事務所に出た幽霊が教えてくれた　死後の世界』（KADOKAWA）

## 連載
- 知的好奇心の扉TOCANA『オカルトの棲む稽古場』（2022年3月～）

## 音楽
- 舞台『越前蟹が渡る頃』エンディング曲「これってシアワセ?…$♂♀」C/W「さざなみの声」[14]
- 「美唄炭鉱物語」シリーズ
  - 各作品、イメージソングについては作詞、テーマソング・挿入歌については作詞・作曲を行っている。
  - 編曲は宮下文一。ディレクターは前田克美。コーラスはJIVEが担当。
- 朗読劇『あたたかな手拍子が聞こえてくる山々…美唄』
  - テーマソング「黄昏の美唄」
- 朗読劇『冬の美唄…それは悲哀を運ぶ月の舟』
  - イメージソング「愛の旅・美唄」
  - テーマソング「冬の月・美唄」
- 映画『美唄物語〜ふしぎのヤマの男たち〜』
  - イメージソング「星伝説・美唄」
  - テーマソング「美唄のヤマへ」
- 映画『美唄物語2〜それは時空を超えるヤマ〜』
  - イメージソング「我路の灯火・美唄」
  - テーマソング「泣かないと決めた春」
- 映画『美唄物語3〜哭き枯れたヤマ〜』
  - イメージソング「許しの大地・美唄」
  - テーマソング「黄昏の風我路・美唄」
- 映画『美唄物語4〜恨（ハン）888〜』
  - イメージソング「生きてこそ美唄」
  - テーマソング「亡き風景が誘う美唄」
- 映画『美唄物語5〜怒りの人民裁判〜』
  - 挿入歌「美唄哀歌」
  - イメージソング「ひまわり・美唄」
  - テーマソング「北炭の駅・美唄」
- 映画『美唄物語6〜続・怒りの人民裁判〜』
  - 挿入歌「沈まぬ太陽・美唄」
  - イメージソング「走馬灯・美唄」
  - テーマソング「影法師・美唄」
- 映画『美唄物語7〜我路 その愛〜』
  - 挿入歌「祖国の河」
  - 主題歌「我路（わがみち）」
  - 主題歌「海峡」
- 映画『美唄物語8〜我路 その愛〜』
  - 挿入歌「我路哀歌」
  - 主題歌「地底船」
  - 主題歌「祖国」
- ラジオドラマ『眉山の風よ!阿波の踊りに吹け!』
  - 主題歌「眉山の風に!」
    - 徳島県にある眉山ロープウェイ（阿波おどり会館/山麓駅）のゴンドラ内で聴くことができる。
- 映画『新・三茶のポルターガイスト』エンディングテーマ「水底の愛」※各音楽配信サイトで配信